# 兵庫県道29号網干たつの線
兵庫県道29号網干たつの線（ひょうごけんどう29ごう あぼしたつのせん）は、兵庫県姫路市からたつの市に至る県道（主要地方道）である。

## 概要
姫路市網干区余子浜（）からたつの市龍野町富永を結ぶ。

### 路線データ
- 起点：姫路市網干区余子浜（網干大橋東交差点、国道250号交点、兵庫県道27号太子御津線起点）
- 終点：たつの市龍野町富永（富永交差点、国道179号・兵庫県道437号東觜崎網干停車場線交点）
- 総延長：約10.055 km

## 歴史
- 1993年（平成5年）5月11日 - 建設省から、県道網干竜野線が網干竜野線として主要地方道に指定される[1]。
- 2020年（令和2年）3月22日 - JR山陽本線をまたぐ「令和跨線橋」の供用を開始。これに伴い、門前西交差点 - 東用交差点間が跨線橋を含む新道に付け替えられた[2]。

## 地理

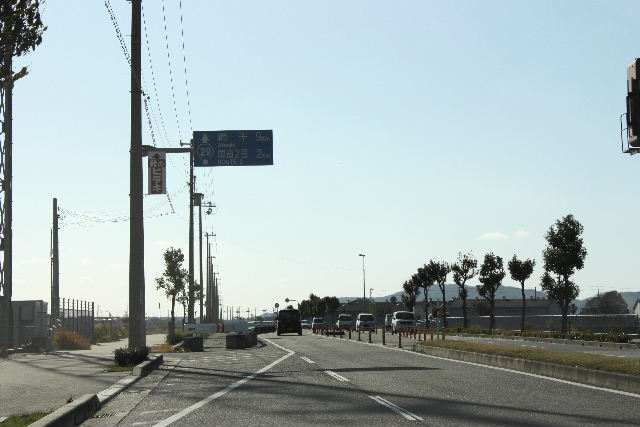
兵庫県道29号龍野IC南側

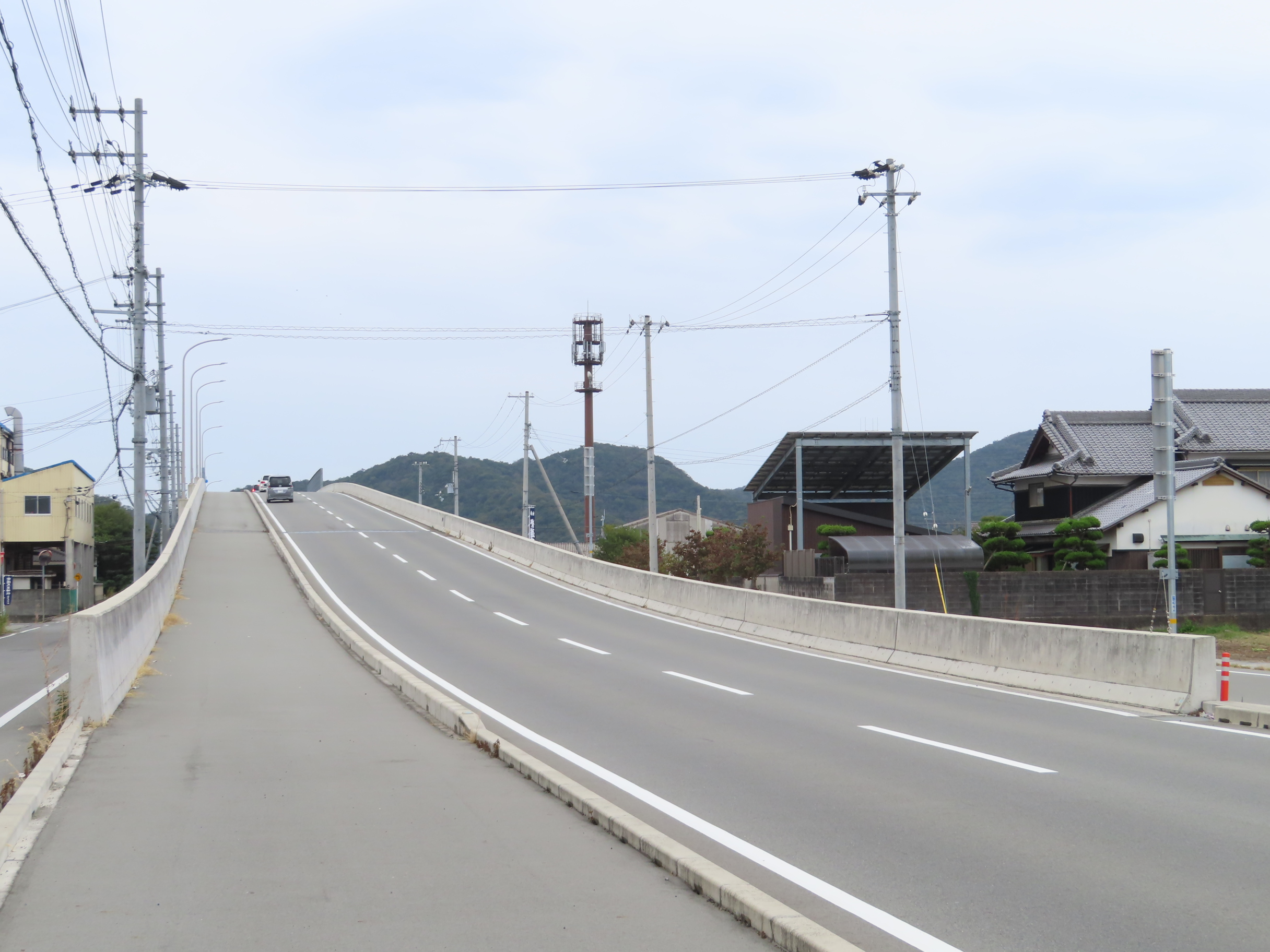
JR山陽本線をまたぐ令和跨線橋

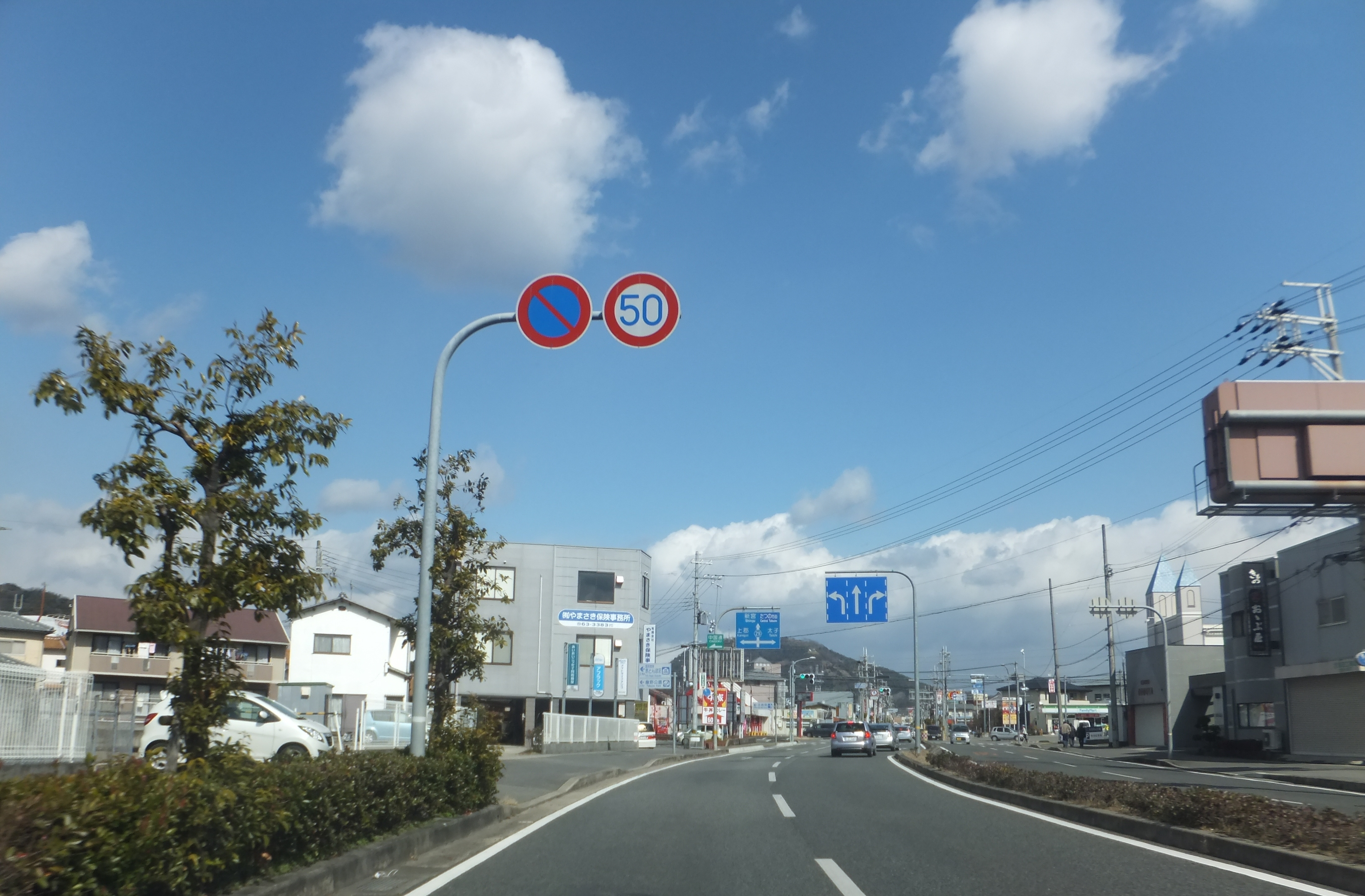
龍野IC北側
兵庫県たつの市龍野町富永

### 通過する自治体
- 姫路市
- 揖保郡太子町
- たつの市

### 交差する道路
| 交差する道路                              | 市町村名 | 交差する場所     | 交差する場所                  |
| ----------------------------------------- | -------- | ---------------- | ----------------------------- |
| 国道250号 兵庫県道27号太子御津線          | 姫路市   | 網干区余子浜（） | 網干大橋東交差点 / 起点       |
| 兵庫県道133号網干停車場新舞子線           | 姫路市   | 余部区上川原     | 王子橋東詰交差点              |
| 国道2号                                   | たつの市 | 揖保町門前       | 門前西交差点                  |
| E2 山陽自動車道                           | たつの市 | 龍野町富永       | 龍野インター前交差点 8 龍野IC |
| 国道179号 兵庫県道437号東觜崎網干停車場線 | たつの市 | 龍野町富永       | 富永交差点 / 終点             |

### 交差する鉄道
- 山陽本線
- 山陽新幹線

### 沿線
- 龍野郵便局